# Janeen Uzzell
Janeen Uzzell est directrice exécutive de la technologie et directrice de l'exploitation (COO) de la Wikimedia Foundation. Elle a été directrice des programmes de soins de santé en Afrique et directrice des femmes en technologie pour General Electric. 

## Biographie

### Petite enfance et éducation
Uzzell est née à Newark au New Jersey et grandit à Plainfield, où elle fréquente la Mount St. Mary Academy. Elle indique que sa famille a constitué une source d'inspiration pour son éducation et sa carrière. Ses parents sont Kate Uzzel et Jay Uzzell, musicien dans le groupe The Corsairs. Elle étudie le génie mécanique à l'Université agricole et technique d'État de Caroline du Nord et obtient son diplôme en 1990. Uzzell obtient sa maîtrise en administration des affaires (MBA) à l'université Fairleigh-Dickinson à Madison au New Jersey.

### Carrière
Uzzell est embauchée à General Electric (GE) en 2002, et travaille sur les technologies de la santé. Parallèlement à sa carrière chez GE, Uzzell se porte volontaire pour des voyages de mission à court terme à l'étranger, soutenant des organisations comme Médecins sans frontières. En particulier, Uzzell se porte volontaire pour travailler avec Action Chapel International au Ghana. En 2008, travaillant pour GE lors d'un voyage en Afrique, elle aide les sages-femmes à utiliser les ultrasons de GE. Uzzell commence à collaborer avec des médecins locaux, des organisations gouvernementales et non gouvernementales pour améliorer les soins de santé pour les femmes à travers le continent. En 2009, Uzzell est nommée directrice générale des soins de santé chez GE, à la tête de son programme de 6 milliards de dollars pour la santé,,. Elle soutient les objectifs du Millénaire pour le développement, en particulier ceux qui visent à améliorer la santé maternelle et infantile en Afrique et en Inde. Elle collabore avec le PATH et la Fondation Clinton en tant que coprésidente du groupe de travail sur les dispositifs médicaux de l'initiative Every Woman Every Child de Ban Ki-moon,. Elle déménage à Accra en 2012, où elle travaille comme directrice des programmes de soins de santé pour GE Africa. Là elle forme des infirmières sages-femmes et développe une stratégie de soins de santé en milieu rural. En Tanzanie, Uzzell aide à moderniser des cliniques rurales en construisant des panneaux solaires pour alimenter le VScan - une échographie de poche. Son travail est récompensé par le prix GE Icon Leadership en 2014. 
En 2016, Uzzell reprend les programmes Women in Technology Icon Leadershipde GE,. Elle y dirige la mise en œuvre d'une campagne publicitaire mettant en vedette des femmes ingénieures, dont Mildred Dresselhaus. Sous la direction d'Uzzell, GE  annonce qu'elle cherche à atteindre une représentation égale des hommes et des femmes dans leurs programmes techniques de troisième cycle pour 2020, avec 20 000 femmes nommées à des postes STIM. Elle est nommée parmi les 25 femmes noires les plus influentes du Network Journal. 
Uzzell rejoint la Wikimedia Foundation (WMF) en 2019, où elle est chargée d'élaborer le plan stratégique de la fondation, Wikimedia 2030. Parallèlement à son travail à la WMF, Uzzell siège au conseil consultatif de l'International Black Women's Public Policy Institute et de l'Intervarsity National Believers in Business Collegiate Organization,.
Le 3 juin 2020, elle cosigne avec Katherine Maher, directrice générale de la Wikimedia Foundation, une tribune sur la plateforme Medium pour annoncer son soutien au mouvement de contestation pour la justice raciale Black Lives Matter, après le meurtre de George Floyd par un officier de police blanc.

## Publications
- Avec Katherine Maher, We stand for racial justice sur Medium le 4 juin 2020[13].